# Deutsches Feld- und Kleinbahnmuseum

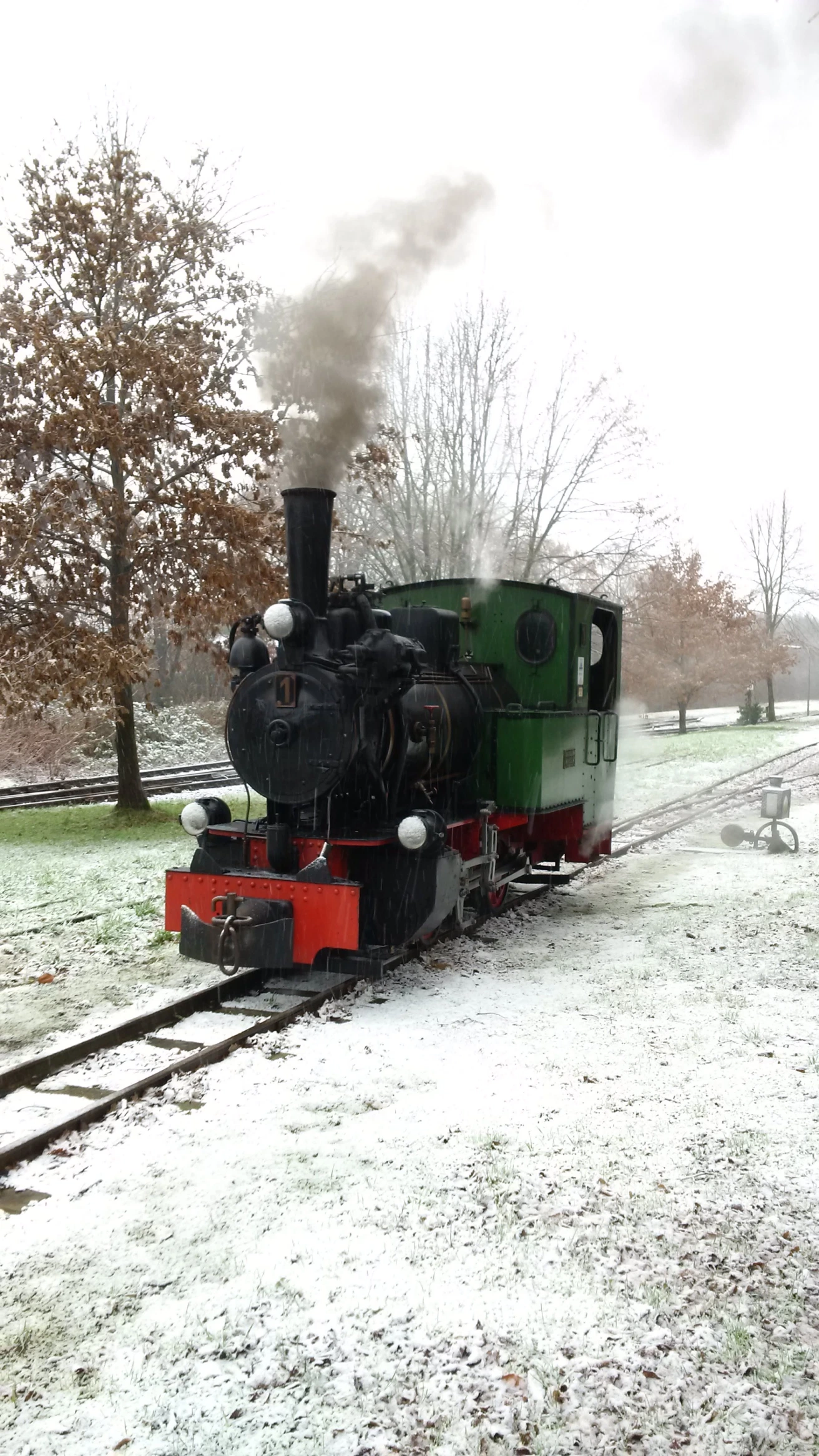
Dampflokomotive NR.1 des DFKM im Winter

Das Deutsche Feld- und Kleinbahnmuseum (DFKM) ist ein Museum, das die Geschichte von Feldbahnen behandelt. Es hat seinen Sitz in der niedersächsischen Gemeinde Deinste im Landkreis Stade. Zur Sammlung gehören 17 Lokomotiven sowie Personen- und Güterwagen mit einer Spurweite von 600 mm. Zum Museum gehört eine über zwei Kilometer lange Schmalspurbahn vom Bahnhof Deinste bis zum Bahnhof Rehncampe, auf dieser finden an Betriebstagen Demonstrationsfahrten statt. Das Museum wird von einem Verein betreiben.

## Geschichte
Der Ursprung des Museums ist die im Jahr 1967 durch die Schmalspur- und Kleinbahn Betriebsgesellschaft (SKBG) in Holm-Seppensen begonnene Feldbahnsammlung als erste Sammlung dieser Art in Deutschland. Damals wurde zwischen den Stationen Holm-Seppensen Süd und Tannenkoppel der erste Betrieb durchgeführt. Da allerdings die Strecke nicht erweitert werden konnte und der Betrieb schließlich 1975 stillgelegt wurde, folgte 1977 der Umzug nach Deinste und damit auch die Umbenennung in Deutsches Feld- und Kleinbahnmuseum. Im Jahr 1977 begannen dort die Bauarbeiten und ein Jahr später wurde die Strecke zwischen Deinste Kleinbahnhof und Hagel fertiggestellt. Einige Jahre später wurde die gesamte Strecke fertiggestellt, sodass die Strecke zwischen Deinste Hbf und Lütjenkamp befahrbar war und Betrieb mit Dampfzügen durchgeführt werden kann. 2012 wurde im Bereich des Bahnhofs Deiste Klb eine Fahrzeughalle errichtet und 2017 die Strecke um 800 Meter vom Bahnhof Lütjenkamp zum Bahnhof Rehncampe verlängert.

## Strecke des DFKM

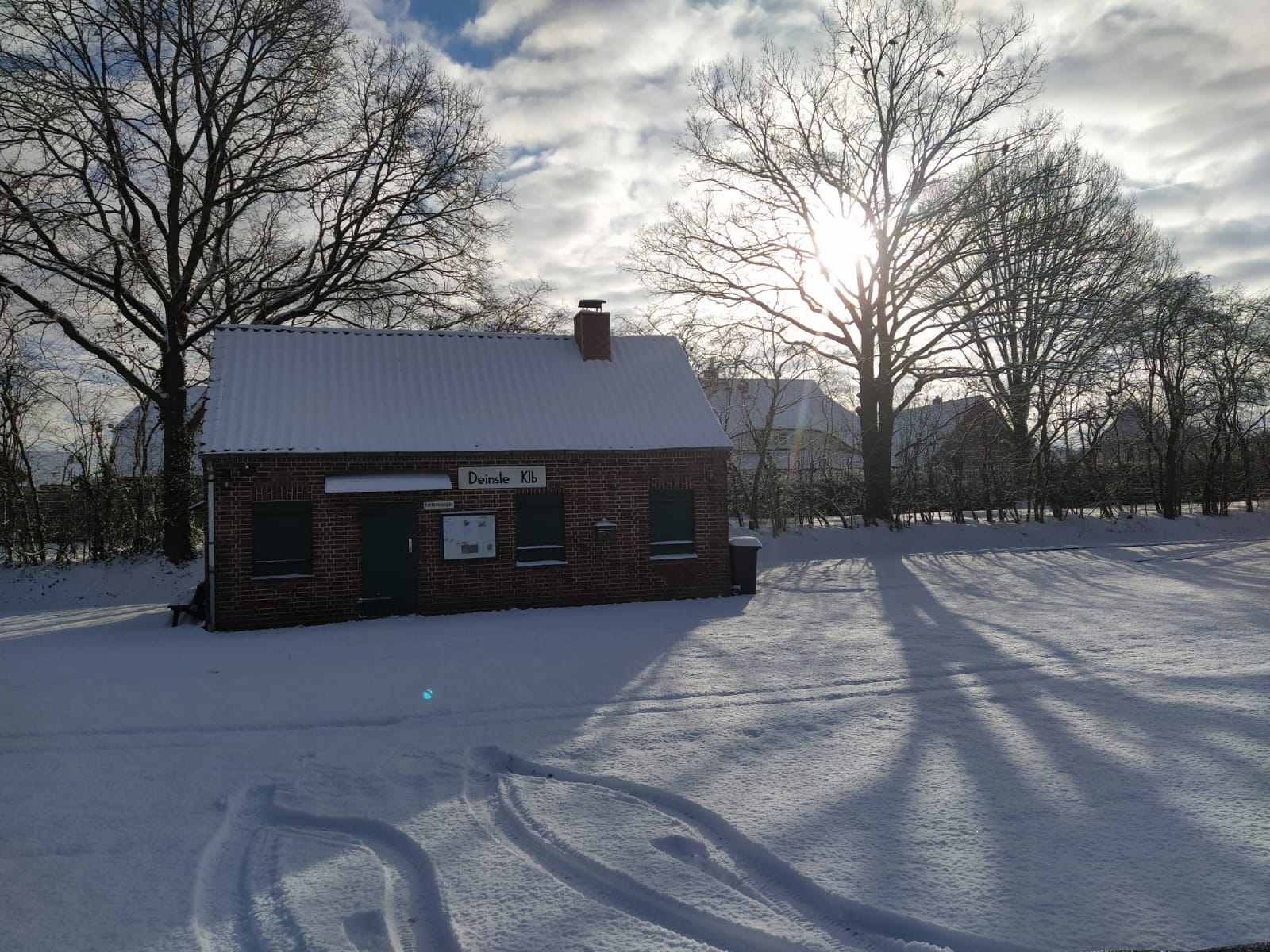
Der Kleinbahnhof Deinste im Winter

Die Strecke ist eingleisig, nicht elektrifiziert und hat eine Spurweite von 600 mm. Sie verläuft zwischen den Bahnhöfen Deinste Hbf und Deinste Klb parallel zur Bahnstrecke Hesedorf–Stade, bis sie kurz nach Deinste Klb (Klb = Kleinbahnhof) von der parallel verlaufender Bahnstrecke abzweigt. Sie erreicht nach ca. 1,2 km den Bahnhof Lütjenkamp und dann über mehrere Bögen nach 800 m den Bahnhof Rehncampe.
Entlang der Strecke gibt es fünf Stationen. Der Ausgangspunkt der Strecke ist der Bahnhof Deinste Hbf, der aus zwei Bahnsteiggleisen, einem Umfahrgleis und mehreren Abstellgleisen besteht. Kurz darauf überquert die Strecke die Bahnhofsstraße. Von dort verläuft sie bis nach Lütjenkamp parallel der Straße Auf dem Reller. Es folgt der Bahnhof Deinste Kleinbahnhof, der aus dem Hauptgleis und einem Umfahrgleis besteht. Zwischen diesen Gleisen befindet sich ein Inselbahnsteig. Dort befindet sich auch das Bahnbetriebswerk des DFKM mit Anlagen zur Unterhaltung der Fahrzeuge und der Strecke sowie die Fahrzeughalle. Die Strecke führt daran vorbei und erreicht nach ca. 600 Metern den Haltepunkt Hagel, der aus dem Hauptgleis und einem Umfahrgleis besteht, hier finden an Fahrtagen Zugkreuzungen statt. Zwischen diesen Gleisen befindet sich ein Inselbahnsteig. Nach ca. 230 Metern erreicht die Strecke den Bahnhof Lütjenkamp als ehemaligen Endpunkt, der aus dem Museumsschuppen, dem Hauptgleis und zwei Abstellgleisen, wovon eines in das Museum führt, besteht. Zwischen dem Museumsgleis und dem Hauptgleis befindet sich ein Inselbahnsteig. Direkt hinter dem Bahnhof macht die Strecke einen Bogen nach Osten. Nach 650 Metern kreuzt die Strecke eine Straße, dann folgt der Endpunkt Bahnhof Rehncampe, der aus dem Hauptgleis und einem Umfahrgleis besteht. Zwischen den Gleisen verläuft die Straße, die hier auch als Bahnsteig genutzt wird. Nach dem Zusammenlaufen der beiden Gleise schließt die Strecke mit einem Prellbock.
An Fahrtagen findet planmäßig Betrieb auf der Strecke statt, dabei verkehrt ein Dampfzug stündlich von Deinste Hbf nach Lütjenkamp zum Museumsschuppen und bei gutem Wetter zusätzlich stündlich ein offener Lorenzug von Deinste Hbf zum Streckenende Rehncampe.

## Fahrzeuge
| Loknummer | Bild | Typ               | Hersteller | Bezeichnung   | Baujahr | Leistung | Zustand             |
| --------- | ---- | ----------------- | ---------- | ------------- | ------- | -------- | ------------------- |
| 1         |      | Dampflokomotive   | Henschel   | Montua        | 1927    | 60 PS    | Betriebsfähig       |
| 2         |      | Diesellokomotive  | Jung       | EL 110        | 1950    | 12 PS    | Betriebsfähig       |
| 4         |      | Diesellokomotive  | Schöma     | CDL 20        | 1963    | 22 PS    | Betriebsfähig       |
| 14        |      | Diesellokomotive  | Deutz      | OMZ 122 F     | 1938    | 40 PS    | Betriebsfähig       |
| 19        |      | Diesellokomotive  | Deutz      | PMZ 117 F     | 1934    | 24 PS    | Betriebsfähig       |
| 28        |      | Diesellokomotive  | Diema      | DS 28         | 1956    | 28 PS    | Betriebsfähig       |
| 24        |      | Diesellokomotive  | Gmeinder   | HF 50 B       | 1944    | 50 PS    | Betriebsfähig       |
| 25        |      | Diesellokomotive  | Gmeinder   | 10/12         | 1941    | 10 PS    | Betriebsfähig       |
| 26        |      | Diesellokomotive  | Diema      | DS 40         | 1959    | 45 PS    | Betriebsfähig       |
| 32        |      | Diesellokomotive  | Diema      | DL 6          | 1959    | 6 PS     | Betriebsfähig       |
| 33        |      | Diesellokomotive  | Strüver    | Schienen-Kuli | 1959    | 6 PS     | Betriebsfähig       |
| 34        |      | Diesellokomotive  | Ruhrthaler | 42/45 DL/S2   | 1943    | 50 PS    | In Aufarbeitung     |
| 36        |      | Diesellokomotive  | Diema      | DS 20/3       | 1981    | 22 PS    | Betriebsfähig       |
| 37        |      | Diesellokomotive  | Diema      | DS 14         | 1967    | 16 PS    | Betriebsfähig       |
| 38        |      | Diesellokomotive  | Schöma     | CHL 20 G      | 1963    | 22 PS    | Betriebsfähig       |
| 3         |      | Elektrolokomotive | Dörentrup  | -             | 1902    | 7,5 PS   | Nicht Betriebsfähig |
| TW 1      |      | Dieseltriebwagen  | -          | -             | um 1940 | 5 PS     | In Aufarbeitung     |
| Draisine  |      | Handhebeldraisine | Pila       | Draisine      | -       | -        | Betriebsfähig       |

| Typ                       | Bild | Hersteller       | Anzahl  |
| ------------------------- | ---- | ---------------- | ------- |
| Personenwagen             |      | Klasmann         | 1       |
| Personenwagen             |      | HAWA             | 3       |
| Fakultativwagen           |      | Glässing         | 2       |
| Bauwagen                  |      | Glässing         | 1       |
| Offener Lorenwagen        |      | VEB Friedersdorf | 4       |
| Bauwagen                  |      | -                | 1       |
| Kipplore                  |      | Diverse          | Diverse |
| Flachwagen Herresfeldbahn |      | -                | 2       |
| Flachwagen                |      | -                | 2       |
| Sandwagen                 |      | -                | 2       |
| Torflore                  |      | -                | 2       |

## Museum
Das Museum ist in einem ehemaligen Melkschuppen in Lütjenkamp untergebracht. Im Museumsschuppen ist eine Werkzeugsammlung ausgestellt, wie sie im Bahnstreckenbau und in Ziegeleien verwendet wurde. Des Weiteren enthält er eine Büchersammlung und verschiedene Fahrzeugmodelle. Im vorderen Teil des Schuppens befindet sich eine Küche. Dazu wird ein Teil der Fahrzeuge aus der Sammlung gezeigt. Das Museum kann an Fahrtagen oder bei einer Sonderfahrt besichtigt werden.